# 魁北克省政府
魁北克政府是加拿大魁北克的政府。广义上由立法机关、行政机关和司法机关组成；狭义上特指魁北克行政机关。

## 立法机关
魁北克國民議會是魁北克的立法机关，负责法律规定的属于本地管辖范围内的立法工作，监督本地行政机关等事务。

## 行政机关

### 行政会议（内阁）
行政会议（内阁）由總理、行政机关各组成部门主管（各厅厅长）及其他必要人员组成。内阁成员由總理向省督建议，由省督任命；内阁成员通常为议会议员。
本届行政会议现时组成人员共29人。

### 行政机关的组成部门
现时行政机关的组成部门共有19个。
- 魁北克市政事务和住房厅
- 魁北克农业、渔业和食品厅
- 魁北克文化和交流厅
- 魁北克经济和创新厅
- 魁北克教育和高等教育厅
- 魁北克能源和自然资源厅
- 魁北克环境和气候变化应对厅
- 魁北克家庭事务厅
- 魁北克财政厅
- 魁北克林业、野生动物和公园厅
- 魁北克移民、法语化和同化厅
- 魁北克司法厅
- 魁北克国际关系和法语事务厅
- 魁北克卫生和社会服务厅
- 魁北克国库委员会秘书处
- 魁北克公共安全厅
- 魁北克旅游厅
- 魁北克交通厅
- 魁北克劳工、就业和社会团结厅

### 属局和委员会
现时共有直管、半独立和独立运作的属局、委员会及其它机构177个。

## 司法机关
魁北克的最高法院为魁北克高等法院，上诉法院为魁北克上诉法院。